# Le bahut va craquer
Le bahut va craquer ist eine französische Komödie von Michel Nerval aus dem Jahr 1981 mit Michel Galabru, Claude Jade, Darry Cowl und Fanny Bastien in den Hauptrollen.

## Handlung
Die Schüler eines französischen Gymnasiums sind genervt. Da ist zum einen der Unterricht: die autoritäre Philosophielehrerin, der schusselige Mathematiklehrer, der arrogante Englischlehrer und der faule Aushilfslehrer hindern die Schüler an ihrer Freizeit. Lieber beobachten sie die nackte Schwester eines Kameraden durch ein Loch in der Wand beim Baden. Dann soll auch noch die schwangere Mitschülerin Bea die Schule verlassen. Die Schüler sperren kurzerhand den Direktor, die Philosophielehrerin und den Mathelehrer ein. Die drei sollen in Gefangenschaft erzogen werden und außerdem den Verweis der schwangeren Bea zurücknehmen. Während die Polizei das Schulgebäude umstellt, schiebt drinnen die Philosophielehrerin Küchendienst und bekommt von jugendlichen Verehrern schon mal einen Klaps auf den Po, was ihr gar nicht gefällt. Am Ende sind Lehrer und Schüler versöhnt und tanzen gemeinsam im Schulhof zu einem Konzert der Band Factory.

## Kritiken
„Es sind die vielen Klischees, die den Film als Trugbild untergehen lassen und die Wasserpistole entschärfen, die soeben noch geschwungen wurde.“ (Image et Son, 1981)